# Thermoniphas fumosa
Thermoniphas fumosa är en fjärilsart som beskrevs av Henry Stempffer 1952. Thermoniphas fumosa ingår i släktet Thermoniphas och familjen juvelvingar. Inga underarter finns listade i Catalogue of Life.